# Педро Хав'єр Акоста
Педро Хав'єр Акоста (ісп. Pedro Javier Acosta, нар. 28 листопада 1959, Каракас) — венесуельський футболіст, що грав на позиції захисника за низку клубних команд, а також за національну збірну Венесуели.

## Клубна кар'єра
Народився 28 листопада 1959 року в Каракасі. Вихованець юнацьких команд футбольних клубів «Ла Ерманадад Гальєга» та «Депортіво Галісія». За основну команду останнього дебютував у дорослому футболі 1974 року і захищав її кольори протягом наступних десяти років. 
1984 року перейшов до «Португеси», після чого встиг пограти за «Атлетіко» (Сан-Крістобаль), «Марітімо де Венесуела» та «Каракас».
Завершував ігрову кар'єру у рідній команді «Депортіво Галісія», до якої на один сезон повертався 1992 року.

## Виступи за збірні
1980 року захищав кольори олімпійської збірної Венесуели на тогорічних Олімпійських іграх у Москві.
Роком раніше, у 1979 році, дебютував в офіційних матчах за національну збірну Венесуели.
У складі збірної був учасником чотирьох розіграшів Кубка Америки: 1979, 1983, 1987 і 1989 років.
Загалом протягом кар'єри у національній команді, яка тривала 11 років, провів у її формі 34 матчі, забивши 2 голи.